# Михайлов, Григорий Георгиевич
Григорий Георгиевич Михайлов (1902 — ?) — советский инженер-механик, лауреат двух Сталинских премий и Государственной премии СССР (1967).

## Биография
Родился 24 апреля 1902 г. в Коломне Московской губернии в семье строительного подрядчика (из крестьян). В 1921—1922 гг. курсант Московских военно-технических курсов.
Окончил МВТУ им. Баумана (1927), некоторое время работал на Тульском заводе.
С 1928 г. на Московском автомобильном заводе им. Сталина (Лихачёва): чертежник-конструктор в конструкторском отделе, в 1932−1933 гг. в ОТК по изучению причин брака, в 1933−1938 гг. − инженер, затем руководитель группы шасси в КЭО, в феврале − декабре 1938 г. главный конструктор ЗИСа, затем старший и ведущий конструктор, с 1944 по 1980 г. — заместитель главного конструктора.
С 1980 г. на пенсии.

## Награды и звания
Сталинская премия 1948 года — за разработку конструкции нового автомобильного двигателя с пятискоростной коробкой передач для грузовых автомобилей.
Сталинская премия 1949 года — за разработку конструкции грузового автомобиля «ЗИС-150».
Государственная премия СССР (1967) — за создание конструкции семейства грузовых автомобилей «ЗИЛ-130» большой производительности, долговечности и современного массового высокоавтоматизированного их производства.
Награждён орденами Ленина и Трудового Красного Знамени.